# Ida Marie Hagen
Ida Marie Hagen (18 de agosto de 2000) es una deportista noruega que compite en esquí en la modalidad de combinada nórdica. Ganó tres medallas en el Campeonato Mundial de Esquí Nórdico, en los años 2023 y 2025.

## Palmarés internacional
| Campeonato Mundial | Campeonato Mundial  | Campeonato Mundial | Campeonato Mundial                    |
| Año                | Lugar               | Medalla            | Prueba                                |
| ------------------ | ------------------- | ------------------ | ------------------------------------- |
| 2023               | Planica (Eslovenia) | Medalla de oro     | TN + 2 × 2,5 km/2 × 5 km equipo mixto |
| 2025               | Trondheim (Noruega) | Medalla de oro     | TN + 2 × 2,5 km/2 × 5 km equipo mixto |
| 2025               | Trondheim (Noruega) | Medalla de plata   | TN + 5 km individual                  |